# Średnioformatowy aparat fotograficzny

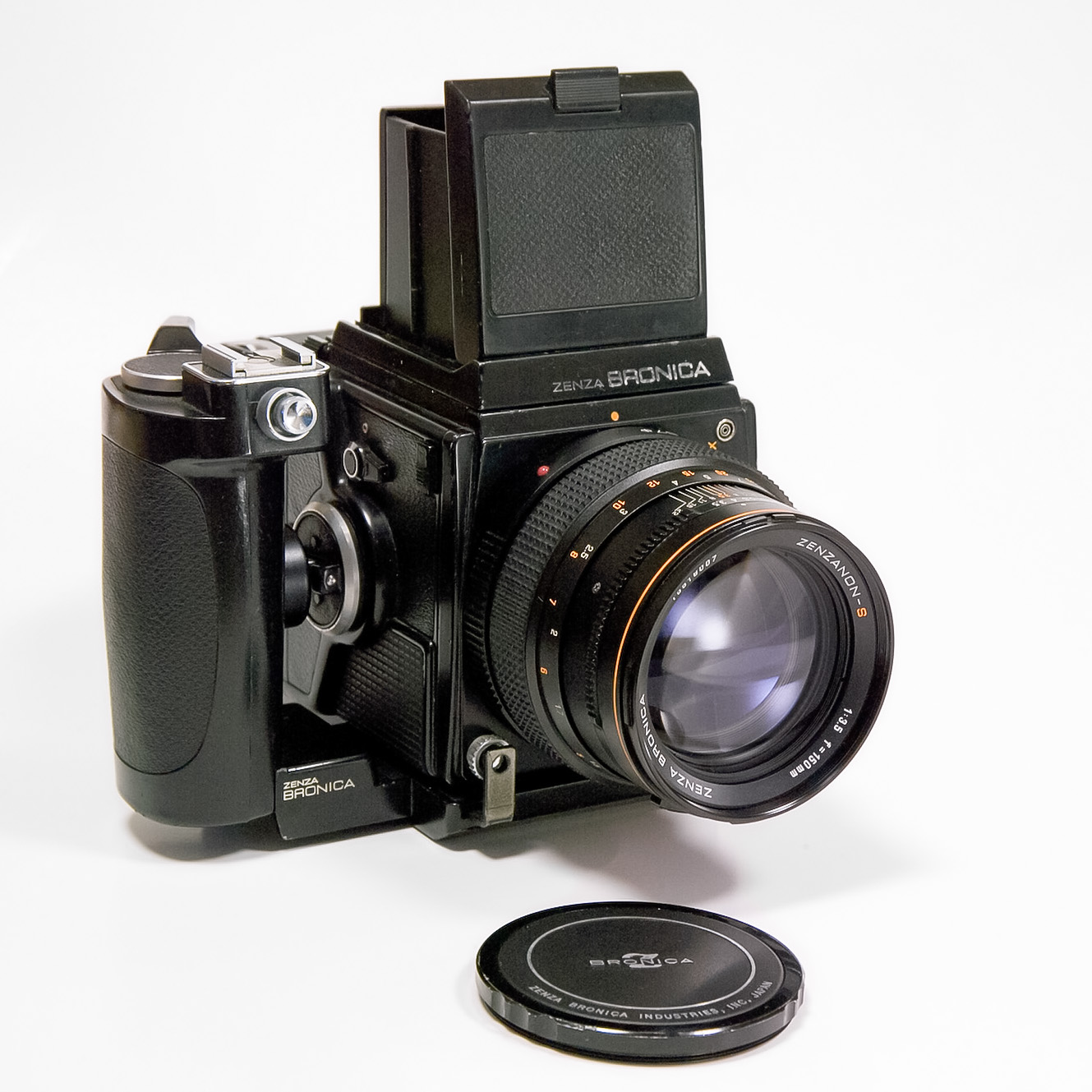
Aparat średnioformatowy Bronica SQ

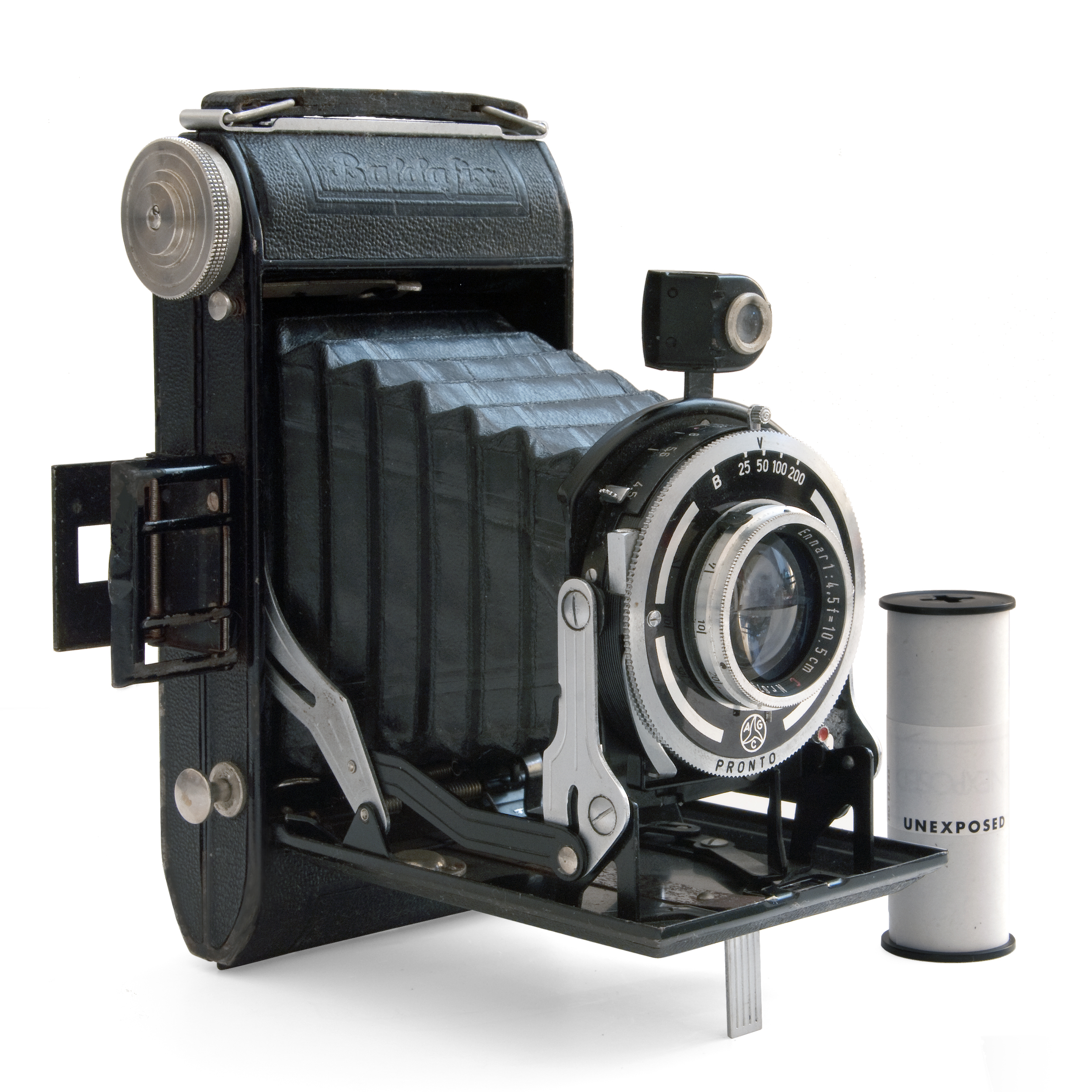
Aparat średnioformatowy starszego typu (Baldafix)

Aparat średnioformatowy – aparat fotograficzny na błony zwojowe o szerokości 60 mm bez perforacji. 
Najczęstsze formaty klatek stosowanych w tych aparatach to: 6×4,5 cm, 6×6 cm, 6×7 cm, 6×8 cm, 6×9 cm. Faktyczne wymiary obrazu (kadr) są inne; np. format 6×6 cm to faktycznie 56×56 mm (nie wykorzystuje się całej szerokości filmu), a format 6×7 cm zależy od marki aparatu oraz kasety – przeważnie jest to 56×68 mm.
Błony zwojowe średnioformatowe są konfekcjonowane w dwóch podstawowych rozmiarach:
- o symbolu 120, mogące pomieścić 12 klatek formatu 6×6 cm
- o symbolu 220, mogące pomieścić 24 klatki formatu 6×6 cm

Wśród aparatów średnioformatowych spotyka się zarówno aparaty tradycyjne, jak i cyfrowe. Jedno- lub dwuobiektywowe lustrzanki jak też aparaty dalmierzowe. Po II wojnie światowej polskim aparatem średnioformatowym była lustrzanka dwuobiektywowa Start oraz proste aparaty fix-focus Ami i Druh.

Najpopularniejsi producenci aparatów średnioformatowych to: Yashica, Bronica, Hasselblad, Mamiya, Pentax, Rolleiflex, Holga. Cyfrowe aparaty średnioformatowe produkowane są m.in. przez firmę Fujifilm, Mamiya, Hasselblad lub Pentax. Dostępne są też cyfrowe bloki tylne (tylne ściany aparatu, ang. digital back), które można zainstalować w średnioformatowych aparatach oryginalnie zaprojektowanych jako analogowe. W roku 2012 liderem na rynku cyfrowych tylnych ścian była firma Phase One.